# Wenceslas Séverin Rzewuski
Pour les autres membres de la famille, voir Famille Rzewuski.
Wacław Seweryn Rzewuski, né le 15 décembre 1784 à Lemberg et mort le 14 mai 1831 à la bataille de Daszow (en Podolie, près de Biała Cerkiew), est un aristocrate polonais, officier de l'armée autrichienne, amateur de chevaux, orientaliste et écrivain.

## Biographie

### Origines familiales
Il est le fils du Comte Seweryn Rzewuski (1743-1811) et le petit-fils du Comte Wacław Rzewuski (1705-1779) et de la Princesse Konstancja Lubomirska (1761-1840), fille du prince Stanisław Lubomirski. Sa tante maternelle Julia Lubomirska (1764-1794) est la première épouse de Jan Potocki (1761-1815).

### De Vienne à Krzemieniec (1793-1811)
Après le deuxième partage de la Pologne (1793), la famille choisit de résider à Vienne. Il est formé à l'Académie militaire thérésienne, devient officier de l'armée autrichienne (lieutenant des hussards) et combat à la bataille d'Essling (mai 1809). 
À Vienne, il se passionne pour les récits de voyage de Jan Potocki et apprend l'arabe et le turc. Il se lie au baron Joseph von Hammer-Purgstall, de retour de Constantinople en 1807, et participe en 1809 à la fondation de l'une des premières revues orientalistes, Fundgruben des Orients (Mines de l'Orient). 
Il démissionne en 1811, année de la mort de son père, et revient à Krzemieniec, située dans la partie de la Pologne annexée par la Russie où il fait la connaissance de l'homme d'état et érudit Tadeusz Czacki, fondateur du célèbre lycée de Krzemieniec.

### Les voyages en Arabie (1817-1820)

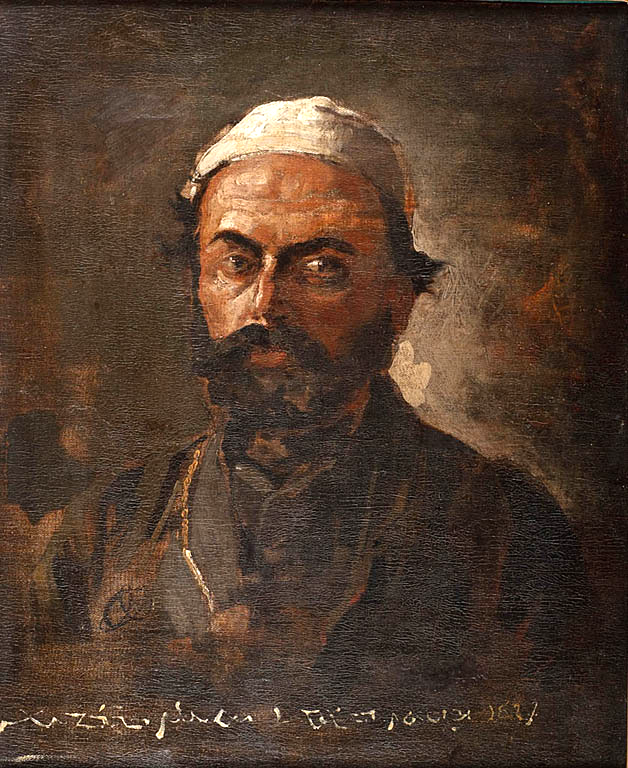
Portrait du comte W. S. Rzewuski, par Alexander Orlowski

La famille Rzewuski possède un haras réputé. Lui-même est passionné par les chevaux, particulièrement par les chevaux orientaux, les pur-sang arabes, et féru de littérature équestre. C'est l'origine de ses voyages en Orient. 
Lors du Congrès de Vienne, il présente au tsar Alexandre Ier et à la reine Catherine de Wurtemberg, cousine germaine du tsar, un projet d'expédition pour l'achat de pur-sang d'Arabie destinés à la remonte de leurs armées ; son projet est accepté. D'autres nobles polonais lui commandent aussi des chevaux. Revenu en Podolie, il prépare son voyage et part à la fin de l'année 1817 avec une troupe composée d'une quinzaine de personnes, dont le médecin Konstanty Chotyniecki, un de ses proches amis, et huit cosaques. 
Il effectue plusieurs allers et retours entre la Podolie et le Nejd, conduisant des bandes de chevaux sur plus de 3 500 kilomètres à chaque voyage. Il regagne définitivement la Podolie en juin 1820. Cette découverte du Proche-Orient et du désert d'Arabie est pour lui une expérience culturelle intense ; il a laissé à ce sujet un ensemble de textes et d'illustrations consignés dans trois volumes manuscrits de grand format (32 cm x 21 cm). 
Le premier volume contient des textes très divers : évocations lyriques du désert, de ses paysages, de la vie des Bédouins, itinéraire de Constantinople à Damas, vie quotidienne d'une caravane allant de Damas à La Mecque, longues transactions avec les Bédouins pour l'achat des chevaux, etc. (il a été reçu dans treize tribus bédouines). Un épisode intéressant est son implication dans l'insurrection de la ville d'Alep contre le pouvoir ottoman en octobre 1819 et dans le siège de cent jours qui s'ensuit. Il a aussi rencontré Esther Stanhope au mont Liban. 
Le second volume est un traité sur les chevaux arabes combinant le savoir européen et celui des Bédouins.
Le troisième contient des illustrations.

### Le séjour en Podolie et l'insurrection de 1830-1831
Après son retour en Podolie, il vit dans son domaine de Sawran, se consacrant à son haras, entouré de nombreux livres et d'objets divers rapportés du Proche-Orient, ayant adopté le vêtement et les mœurs des Bédouins. Il aurait pris les noms arabes de Taj al-Fahr, traduction de Wenceslas (« Couronne de gloire ») et Abd al-Niszan (« Serviteur du signe »). 
Il adhère à la Société patriotique polonaise, est arrêté en 1826 et détenu deux ans. 
Il participe ensuite à l'insurrection de novembre 1830, commande une division des insurgés et meurt à la bataille de Daszow le 14 mai 1831.
Peu après sa mort, Adam Mickiewicz écrira en son honneur un poème Le Pharis. Casside en l'honneur de l'émir Tadj'oul Fekher (Orientales, I).

## Le destin de son manuscrit
Son manuscrit en trois volumes, populaire en Pologne dès le XIXe siècle, tout comme son personnage (« l'émir Rzewuski »), a été racheté après 1918 par la Bibliothèque nationale polonaise. 
Quoique connu depuis longtemps des orientalistes, il n'a été imprimé que récemment .

## Mariage et enfants
Le 17 août 1805, il épousa à Vienne sa lointaine cousine Rosalie Alexandra Lubomirska (Paris, 3 septembre 1788-Varsovie, 1er janvier 1865). Celle-ci était la fille d'Alexandre Lubomirski (Kiev, 1751-Vienne, 1804), d'une autre branche de cette famille, et de Rosalie Chodkiewicz-Lubomirska (Tchernobyl, 1768-Paris, 30 juin 1794), guillotinée sous la Terreur. Enfant, elle avait été enfermée avec sa mère à la Conciergerie, puis conduite hors de Paris après l'exécution de celle-ci et emmenée auprès de son père. Après la mort de ce dernier en 1804, Séverin Rzewuski, son tuteur désigné, la maria à son fils. Le couple eut quatre enfants :
- Stanisław (Vienne, 24 juin 1806-Cracovie, 2 juillet 1831) ;
- Leon (Vienne, 13 avril 1808-Cracovie, 21 octobre 1869), qui épousa le 14 juillet 1850 Taïda Malachowska (1820-Paris, 1911, enterrée au Père Lachaise) ;
- Kalikst  (Vienne, 15 août 1810-Rome, 9 août 1842), qui épousa le 29 janvier 1840 le prince romain Michelangelo Caetani (1804-1882) et fut la mère du prince Onorato Caetani (1842-1917) et la grand-mère, entre autres, de l'orientaliste Leone Caetani ;
- Witold (Vienne, 1811-Caucase, 1837[4]).

Abandonnée par son mari en 1817, la comtesse regagna son domaine familial, le château d'Opole, près de Lublin, avec ses quatre enfants, puis vécut ensuite entre Vienne et le château d'Opole. Elle a laissé des mémoires et une correspondance.

## Publications
- « Notice sur les chevaux arabes », Mines de l'Orient, t. 5, 1816, p. 49-59.
- « Sur l'introduction du sang oriental des chevaux d'Europe », Mines de l'Orient, t. 5, 1816, p. 333-345.
- « Voyage à Palmire ou Tadmor dans le désert, avec une courte recherche sur le vent du désert Sancieli, avec une carte », Mines de l'Orient, t. 6, 1818.